# Villesiscle
Villesiscle település Franciaországban, Aude megyében. Lakosainak száma 366 fő (2022. január 1.). Villesiscle Bram, Fanjeaux, Montréal és Villasavary községekkel határos.

## Népesség
A település népessége az elmúlt években az alábbi módon változott:
| Lakosok száma | 247  | 217  | 267  | 325  | 369  | 376  | 383  | 388  | 381  | 366  |
|               | 1968 | 1982 | 1990 | 2006 | 2013 | 2015 | 2017 | 2019 | 2020 | 2022 |